# Xã Germantown, Quận Clinton, Illinois
Xã Germantown (tiếng Anh: Germantown Township) là một xã thuộc quận Clinton, tiểu bang Illinois, Hoa Kỳ. Năm 2010, dân số của xã này là 2.070 người.